# Biuro projektów
Biuro projektów (ang. Project Management Office, PMO) jest to jednostka mająca na celu wspieranie zarządzania projektami w organizacji.

## Definicje
W literaturze spotkać można wiele definicji biura projektów:
- „Biuro projektów oznacza często diametralnie różne rzeczy dla różnych ludzi w organizacji. Jednego wszyscy są pewni, że jest to coś, co ma poprawić ogólny bałagan związany z zarządzaniem projektami.” W. Casey i W. Peck
- Biuro projektów to „scentralizowana organizacja poświęcona doskonaleniu praktyk i rezultatów zarządzania projektami.” G. Kendal i S. Rollins
- „Biuro projektów ma za zadanie utrzymanie całego kapitału intelektualnego związanego z zarządzaniem projektami oraz aktywnie wspierać planowanie strategiczne przedsiębiorstwa.” H. Kerzner
- Biuro projektów jest stałą komórką w organizacji, której zadaniem jest zachowanie ciągłości w środowisku realizacji ograniczonych w czasie projektów oraz wsparcie zarządzania projektami z punktu widzenia organizacji jako całości poprzez m.in.: koordynację projektów w portfelu, zapewnienie sprawnego obiegu informacji, doskonalenie i rozwój pracowników i kierowników oraz zarządzanie wiedzą projektową. [P. Wyrozębski]

W zależności od organizacji i przyjętej terminologii biuro projektów może być określane jako;
- biuro zarządzania projektami,
- biuro programów i projektów,
- centrum zarządzania projektami (ang. project management center),
- biuro wsparcia projektów (ang. project support office),
- centrum doskonalenia (ang. project management center of excellence),
- grupa zarządzania projektami (ang. project management group), itp.

## Funkcje biura projektów
Funkcje pełnione przez biuro projektów są ściśle zależne od potrzeb organizacji i specyfiki projektów przez nią realizowanych jednak do najczęściej występujących zaliczyć można:
- Administracyjne wsparcie projektów
  - Zarządzanie dokumentacją projektu
  - Prowadzenie informatorium projektu
  - Zarządzanie podwykonawcami
- Zarządzanie zasobami ludzkimi w projektach
  - Dobór pracowników do projektu
  - Rozwój pracowników
  - Szkolenia z zakresu zarządzania projektami
  - Konsultacje i doradztwo
- Kontrola przebiegu projektu
  - Identyfikowanie i ocena ryzyka
  - Raportowanie
  - Monitorowanie postępu prac
  - Audyty jakości
  - Zarządzanie zmianą
- Zarządzanie portfelem projektów
  - Rozwój zarządzania projektami w organizacji
  - Standaryzacja zarządzania projektami
  - Opracowywanie i rozwój metodyki firmowej